# Abu al-Hussein al-Husseini al-Qurashi
Abu al-Husayn al-Husayni al-Qurashi (árabe: أبو الحسين الحسيني القرشي, romanizado: Abū al-Ḥusayn al-Husaynī al-Qurashī) foi o quarto califa do Estado Islâmico, assumindo esta posição de novembro de 2022 a abril de 2023. Sua posição foi anunciada pelo porta-voz do EI, Abu Omar Al-Muhajir, em uma gravação de áudio afirmando que o predecessor Abu al-Hasan al-Hashimi al-Qurashi foi morto em batalha.
Em 30 de abril de 2023, o presidente turco Recep Tayyip Erdoğan anunciou que a Organização Nacional de Inteligência da Turquia rastreou e matou Abu al-Hussein no dia anterior, em 29 de abril. Os Estados Unidos inicialmente não confirmaram sua morte. Contudo, em 3 de agosto de 2023, o grupo Estado Islâmico confirmou a morte de al-Husayni em abril.